# Joan Lindsay

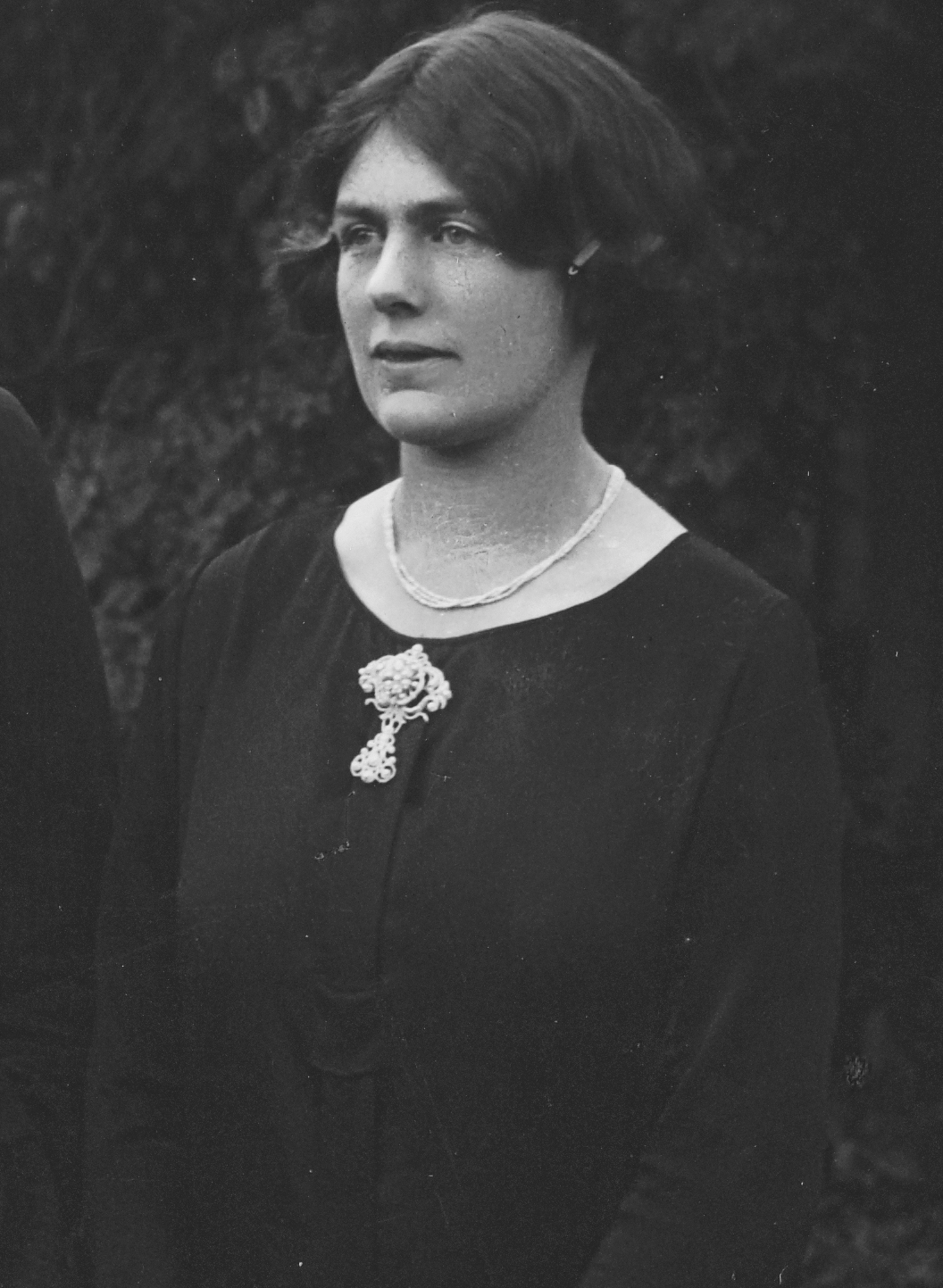
Joan Lindsay (1925)

Lady Joan Lindsay (* 16. November 1896 in St Kilda East, Victoria; † 23. Dezember 1984 in Melbourne, Victoria; eigentlich Joan à Beckett Weigall) war eine australische Schriftstellerin. Einem breiten Publikum wurde die frühere Malerin durch die Veröffentlichung ihres Romans Picnic at Hanging Rock (dt. Picknick am Valentinstag) 1967 bekannt. Dieser berichtet vom Ausflug eines Mädchenpensionats am Valentinstag 1900, bei dem drei Mädchen und eine Lehrerin spurlos in einem Felsenmassiv verschwinden. Das Werk wurde 1975 erfolgreich von Peter Weir verfilmt. Das dem Leser vorenthaltene letzte Kapitel des Buches wurde erst nach dem Tod der Autorin 1987 veröffentlicht.

## Leben

### Ausbildung und Arbeit als Malerin und Schriftstellerin
Joan Lindsay wurde 1896 als Joan à Beckett Weigall geboren, Tochter von Sir Theyre à Beckett Weigall (1860–1926) und seiner Ehefrau Annie Sophia Henrietta Hamilton. Ihr Vater war ein respektierter Anwalt und späterer Richter, ihre Mutter war die Tochter von Sir Robert Hamilton (1836–1895), Gouverneur von Tasmanien. Väterlicherseits war Joan à Beckett Weigall mit der australischen Boyd-Familie verwandt, die in Australien als Künstlerdynastie gilt – in Bereichen wie Malerei, Töpferei, Bildhauerei, Architektur und Literatur. Sie wuchs mit zwei Schwestern und einem Bruder auf und besuchte von 1911 bis 1914 die Clyde Girls Grammar School in ihrem Heimatort. Nach der Schule schrieb sich Weigall, unterbrochen vom Ersten Weltkrieg, für den Kunstunterricht an der National Gallery of Victoria (NGV) in Melbourne ein. Von 1916 bis 1918 besuchte sie die dortige School of Drawing. 1919 studierte sie an der Art School Aktzeichnen und Malerei gemeinsam unter anderem mit Godfrey Miller (1893–1964).
Nach dem Besuch der Kunsthochschule unterhielt Weigall zu Anfang der 1920er-Jahre ein Atelier in der Bourke Street in Melbourne, das sie sich später mit ihrer Freundin Maie Ryan, der späteren Lady Maie Casey, teilte. Sie stellte ihre Arbeiten, darunter Landschaftsmotive aus Öl- und Wasserfarben, in örtlichen Galerien und mit der Victorian Artists Society aus. Zur selben Zeit machte sie in einem nahe gelegenen Atelier die Bekanntschaft mit dem sieben Jahre älteren Daryl Lindsay (1889–1976). Dieser teilte ihr Interesse für die Malerei und war der jüngste Sohn der australischen Künstlerfamilie Lindsay. 1922 heirateten Weigall und Lindsay am Valentinstag in London und kehrten nach einer Europa-Reise nach Australien zurück. Während ihr Ehemann der Malerei nachging und sich Landschaften und Reiterstudien widmete, wandte sich Lindsay, die den Namen ihres Gatten annahm, nach der Hochzeit der Schriftstellerei zu. Ihr erstes Buch veröffentlichte sie 1936 unter dem Pseudonym Serena Livingstone-Stanley. Through Darkest Pondelayo wird inspiriert von ihrer Europa-Reise als Parodie auf britische Touristen im Ausland verstanden und wurde mit dem Humor der Marx Brothers verglichen. Von 1941 bis 1956 bekleidete Lindsays Ehemann das Amt des Direktors der National Gallery of Victoria. Sie unterstützte ihn bei der Arbeit nebenberuflich als Verwaltungsassistentin. 1957 wurde er zum Ritter geschlagen, und die Autorin war von nun an als Lady Lindsay bekannt.

### Erfolg mit „Picnic at Hanging Rock“

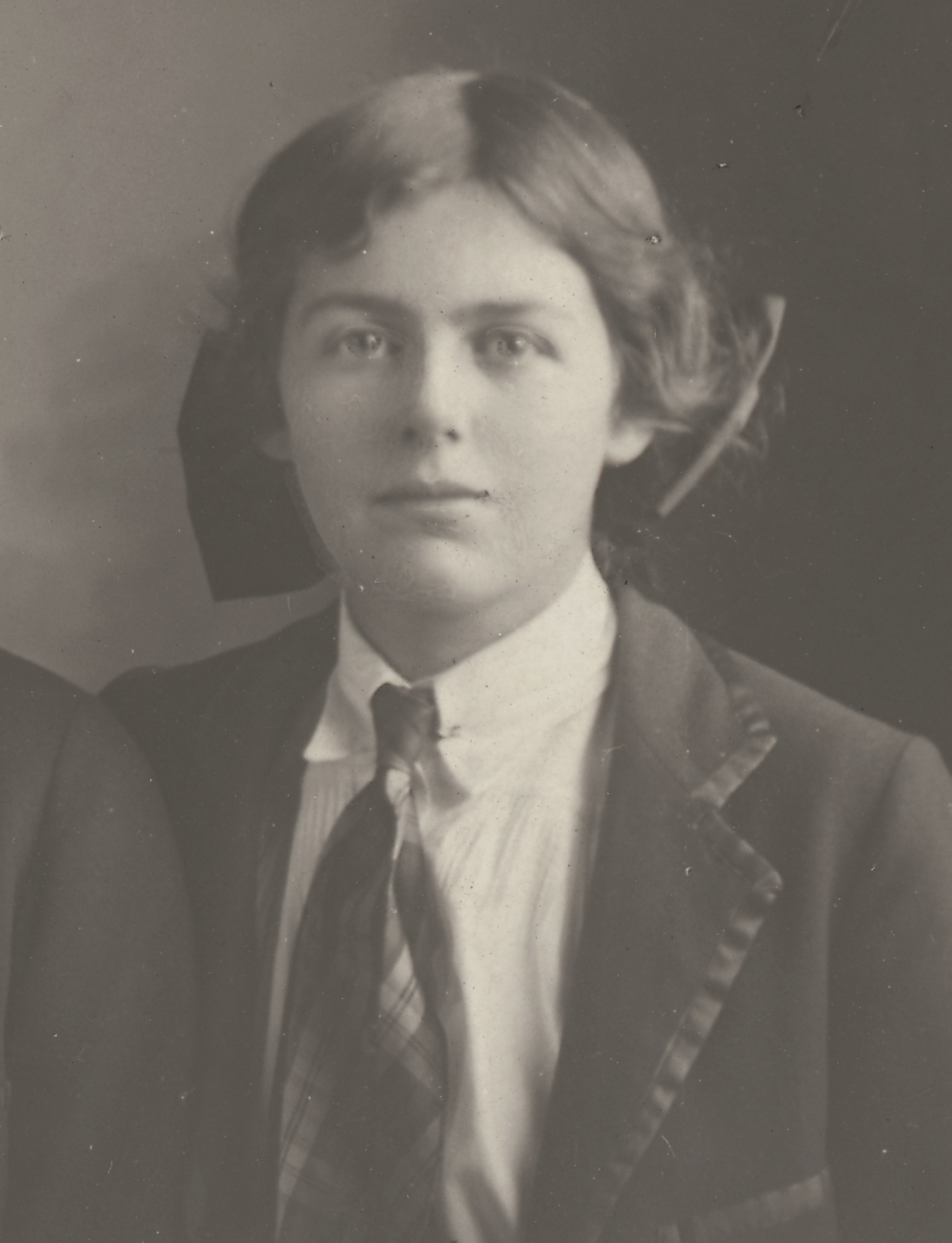
Lindsay in Schuluniform (1914)

Im Jahr 1962 veröffentlichte Lindsay unter dem Titel Time Without Clocks eine autobiografische Erzählung mit Erinnerungen zur Zeit vor dem Ausbruch des Zweiten Weltkriegs. Ebenfalls autobiografischen Ursprungs war das zwei Jahre später erschienene Buch Facts Soft and Hard (1964), das einen Besuch in den Vereinigten Staaten schildert. Ihr bekanntestes Werk veröffentlichte Lindsay 1967: Picnic at Hanging Rock berichtet vom Ausflug eines Mädchenpensionats am Valentinstag 1900, bei dem die drei Schülerinnen Miranda, Marion und Irma und die Mathematiklehrerin Miss McCraw im Felsenmassiv des Hanging Rock spurlos verschwinden. Trotz einer umfangreichen Suche mit Spürhunden und Fährtenlesern wird nur eines der drei Mädchen nach einer Woche aufgefunden. Die entkräftete, aber nahezu unversehrte Irma kann keinerlei Erklärung über den Verbleib der Lehrkraft und ihrer Freundinnen geben, die wie in Trance immer weiter in die Felsformation hineingingen. Das „eindrucksvolle und faszinierende Werk mit mythischen Beiklängen“ wurde von Lindsays Schulzeit an der Clyde Girls Grammar School inspiriert, das als Vorlage für das im Roman genannte Appleyard College diente. Die Schule, heute als Braemar College bekannt, zog nach Lindsays Schulbesuch 1919 von St Kilda in die am Mount Macedon gelegene Stadt Macedon. Bis in die 1950er-Jahre veranstaltete die Schule regelmäßig Picknick-Ausflüge zum Hanging Rock. Ihr Wissen über die Gegend erwarb sich die Autorin durch gemeinsame Ausflüge mit ihrer Familie, die Pate für die im Roman auftauchende Familie Fitzhubert stand.
Lindsay hatte ihren 190-seitigen Roman ursprünglich mit einer Auflösung versehen, als sie es dem damals führenden Melbourner Verlagshaus Cheshire vorlegte, das auch ihre beiden vorangegangenen Bücher verlegt hatte. Im gegenseitigen Einvernehmen wurde aber entschieden, das Buch ohne das abschließende 18. Kapitel zu veröffentlichen und den Leser über das Geheimnis im Unklaren zu lassen. Daraufhin mussten auch einige Änderungen in früheren Kapiteln getätigt werden. Die Hardcover-Ausgabe von Picnic at Hanging Rock verkaufte sich nach der Veröffentlichung über 3500 Mal und rief Anfragen der Leser hervor, die nach einer Lösung des Geheimnisses von Hanging Rock verlangten. Andere recherchierten in Zeitungsarchiven, da sie annahmen, der Vorfall habe sich tatsächlich ereignet. Zur Glaubwürdigkeit der Geschichte hatten neben Bezügen zu Zeitungsberichten und Polizeiberichten im Text auch Lindsays Vorwort und der letzte Satz des Romans beigetragen. Im Vorwort appellierte die Autorin an ihre Leser, selbst zu entscheiden, ob der Roman auf wahren Tatsachen oder Fiktion beruhe: „Whether Picnic At Hanging Rock is fact or fiction my readers must decide for themselves. As the fateful picnic took place in the year 1900 and all the characters who appear are long since dead, it hardly seems important“. Im letzten Satz des Romans verglich Lindsay die Unlösbarkeit des Geheimnisses mit dem des berühmten Geisterschiffes Mary Celeste: „Thus the College Mystery, like that of the celebrated case of the Marie Celeste, seems likely to remain forever unsolved“.
Kritiker hatten bei Erscheinen des Buches Schwierigkeiten, Picnic at Hanging Rock einem Genre zuzuordnen. Das australische Wochenmagazin The Bulletin nannte den Roman „zu sonnenbeschienen“, ihn noch als Schauerroman („Gothic“) bezeichnen zu können. Der australische Schriftsteller Martin Boyd schrieb, Lindsays Buch scheine eine Allegorie zu sein, er kenne allerdings nicht deren Aussage. Das australische Reisemagazin Walkabout sprach davon, es handle sich bei Picnic at Hanging Rock nicht um einen Whodunit. Andere Kritiker nannten das Werk „mythopoetisch“ und sahen es als möglichen „Klassiker des Makaberen“ an. Formal weist der Text einige Eigenschaften auf, die ihn auf das Genre der Phantastik festlegen. Weder erkundet Lindsay eine andere Welt, noch ist eine offenkundige Bedrohung des „Möglichen/Unmöglichen“ festzustellen. Neben dem Verschwinden schildert Lindsay in ihrem Roman das stark ritualisierte Leben im Internat, die Zwänge und Unterdrückungsmechanismen, denen die Schülerinnen getrennt von ihren Familien ausgesetzt sind. Dazu zählt eine stark erotische Beziehung zwischen einer der Vermissten und einem Mädchen, welches aus disziplinarischen Gründen nicht am Picknick teilnehmen durfte. Viele Kritiker sehen daher die sexuelle Unterdrückung als zentrales Thema der Geschichte an und den Berg als Ort der sexuellen Befreiung, als „etwas Befreiendes, Erlösendes aus der sexuell verklemmten Atmosphäre des Internates“.

### Verfilmung des Romans und Veröffentlichung des fehlenden Kapitels
Im Jahr 1968 wurde das Buch in Großbritannien veröffentlicht. 1970 sicherte sich der Penguin-Verlag die Rechte an der Taschenbuchausgabe. Joan Lindsay entwickelte währenddessen eine starke Abneigung gegen die Diskussion, die um den fehlenden Schluss ihres Buches geführt wurde. Sie nahm das Weglassen des letzten Kapitels dem Verlag nachträglich übel und weigerte sich konsequent, die tiefere Bedeutung ihres Textes zu diskutieren. Ebenso äußerte sie sich nicht zu den verschiedenen Theorien, die über den Verbleib der Figuren im Umlauf waren und von Zeitreisen über Mord und Kannibalismus bis hin zu einer Entführung durch Außerirdische reichten. 1975 wurde der Roman von Peter Weir unter dem Titel Picknick am Valentinstag verfilmt. Der „romantische Horrorfilm“ mit Rachel Roberts, Helen Morse und Anne-Louise Lambert in den Hauptrollen verstärkte durch die musikalische Untermalung mit einer Panflöte und die an den bekannten Fotografen David Hamilton erinnernden weichen Gegenlichtaufnahmen den „unwirklichen, unfassbaren Eindruck des Geschehens“. Die Spielfilmproduktion stand in der Gunst von Kritikern und Publikum und war maßgeblich für die internationale Anerkennung des neuen australischen Kinos verantwortlich. Lindsay selbst mochte die Verfilmung, obwohl diese auch darauf verzichtete, dem Zuschauer eine Lösung des Geheimnisses zu präsentieren. Neben dem befreundeten John Taylor, der 1972 bei Cheshire die Filmrechte gemeinsam mit Lindsay ausgehandelt hatte und seit 1976 ihr Agent war, gehörten auch die Drehbuchautoren Cliff Green und David Williamson, Filmproduzent Pat Lovell und Regisseur Peter Weir zu den wenigen Menschen, die Einblick in das 18. Kapitel erhalten hatten. Der Erfolg des preisgekrönten Films übertrug sich auf die Buchvorlage. Der Roman wurde in verschiedene Sprachen übersetzt und die Taschenbuchausgabe vom Penguin-Verlag bis Mitte der 1980er-Jahre mehr als 350.000 Mal in Australien verkauft. Die deutsche Erstausgabe erschien erst 1994 im Paul Zsolnay Verlag. 1987 verarbeitete die Amerikanerin Laura Annawyn Shamas den Roman zu einem gleichnamigen Theaterstück.
Im Jahr 1982 veröffentlichte Joan Lindsay das Kinderbuch Syd Sixpence. Zwei Jahre zuvor hatte Yvonne Rousseau unter dem Titel The Murders At Hanging Rock (1980) ein erfolgreiches Sachbuch über mögliche Theorien zum Geheimnis von Hanging Rock veröffentlicht. Die Melbourner Lektorin und Kurzgeschichtenautorin hatte Picnic at Hanging Rock gelesen, den Ort mehrfach besucht und war durch Recherchen in Archiven auf Fehler im Roman gestoßen, stand aber nicht in Kontakt mit Joan Lindsay. Die Romanautorin starb 1984 mit 88 Jahren. Testamentarisch hatte Lindsay einer postumen Veröffentlichung ihres zweitausend Wörter zählenden 18. Kapitels durch ihren Agenten John Taylor zugestimmt. Am Valentinstag 1987, zwanzig Jahre nach Erscheinen des Romans, wurde es trotz Protesten von Taylor mit einem Kommentar von Yvonne Rousseau veröffentlicht. Als Ort für die Buchvorstellung von The secret of Hanging Rock: Joan Lindsay’s final chapter wählte der australische Verlag Angus and Robertson das Braemar College aus, das als Inspiration für das im Roman erwähnte Appleyard College gedient hatte. Dort wurde im Beisein von Verwandten und Freunden Lindsays und Mitgliedern des National Trust das 58-seitige Werk in versiegelten Umschlägen verkauft.
Im letzten Kapitel wird die Lehrerin Miss McCraw nicht namentlich erwähnt, aber als Clown-Figur mit einem zerrissenen Kaliko-Kattun beschrieben. Die Mädchen gehen wie in Trance immer weiter in den Berg hinein. Nachdem sie sich wie Miss McCraw ihrer Korsetts entledigt haben, beginnen diese in der windstillen Luft zu schweben. Es bildet sich ein „Loch im Weltraum […] so stabil wie eine Kugel, so transparent wie eine Luftblase. Eine Öffnung, leicht zu durchschreiten, und dennoch überhaupt nicht konkav“. Miss McCraw schlägt vor, sich in kleine Lebewesen zu verwandeln und einzeln die Bruchstelle im Fels zu durchschreiten. Marion und Miranda folgen ihr. Als Irma an der Reihe ist, löst sich ein Felsen und versperrt ihr den Zugang. Weinend schlägt das Mädchen auf das Hindernis ein. Sie zieht sich leichte Verletzungen an den Händen zu und wird trotz intensiver Suche erst eine Woche später gefunden, ohne Erinnerung an die Geschehnisse.
Von 1926 bis zu ihrem Tod 1984 lebte Lindsay in ihrem südlich von Melbourne gelegenen Haus Mulberry Hill auf der Halbinsel Mornington Peninsula. Die Ehe mit dem 1976 verstorbenen Sir Daryl Lindsay blieb kinderlos. Das weiße Cottage aus den 1880er-Jahren mit dem sechs Hektar großen Grundstück, auf dem die Autorin ihren bekanntesten Roman verfasste, fiel daraufhin in den Besitz des National Estates und steht unter Denkmalschutz. Seit Mitte der 1990er-Jahre ist Mulberry Hill auch für die Öffentlichkeit zugänglich.
Im Jahr 2017 wurde Picnic at Hanging Rock erneut verfilmt, diesmal als eine sechsteilige Miniserie mit Natalie Dormer und Samara Weaving in den Hauptrollen. Die Serie wurde im Februar 2018 im Rahmen der 68. Internationalen Filmfestspiele Berlin uraufgeführt und im Mai desselben Jahres erstmals auf dem Kanal Showcase des australischen Pay-TV-Programmanbieters Foxtel ausgestrahlt.

## Werke (Auswahl)
- 1936: Through Darkest Pondelayo
- 1941: The story of the Red cross
- 1962: Time Without Clocks
- 1964: Facts Soft and Hard
- 1967: Picnic at Hanging Rock (dt.: Picknick am Valentinstag)
- 1983: Syd Sixpence
- 1987: The secret of Hanging Rock: Joan Lindsay’s final chapter